# Breswol
Breswol är en ort i den sydafrikanska provinsen Gauteng. Breswol 493 invånare vid folkräkningen 2011